# Дексиа Комуналкредит България
Дексиа Комуналкредит България е българска банка със седалище в София.
Основана е през 2005 година и се специализира главно в консултантска и кредитна дейност в сектора на публичните финанси.
Банката е 100% собственост на базираната в Австрия Дексиа Комуналкредит Груп, съвместно дружество на френско-белгийската Дексиа Креди Локал и австрийската Комуналкредит Австрия, специализирано в кредитирането на публичния сектор в Централна и Източна Европа.